# Beilschmiedia cinnamomea
Beilschmiedia cinnamomea là loài thực vật có hoa trong họ Nguyệt quế. Loài này được (Stapf) Robyns & R.Wilczek miêu tả khoa học đầu tiên năm 1949.